# Ahmed ibn Rustah
Ahmed ibn Rustah, perzijsko: احمد ابن رسته اصفهانی - Aḥmad ebn Roste Eṣfahānī, perzijski raziskovalec in geograf iz 10. stoletja, * 10. stoletje, Isfahan, Perzija, † ?.
Ibn Rustah je napisal učbenik geografije. Posebno obširen in dragocev je opis njegovega rojstnega mesta Isfahana. Ibn Rustah je napisal, da je pri opisu tujih držav in narodov odvisen od poročil iz druge roke, ki jih je težko dobiti in preveriti njihovo verodostojnost, za opis Isfahana pa lahko izkoristi svoje izkušnje in opazovanja in trditve drugih zanesljivih prič. V njegovi geografiji so opisi dvajsetih okrožij (rostaq) Isfahana s podrobnostmi, ki jih v delih drugih geografov ni. Za Isfahan je napisal, da je popolnoma okrogle oblike. Njegovo obzidje je dolgo pol farsanga (pol dneva hoje), ima sto obrambnih stolpov in štiri mestna vrata.
Njegove opisi neislamskih narodov Evrope in notranje Azije so pomemben vir podatkov o sicer neznanih državah. Ibn Rustah je vedel celo za Britanske otoke in sedem anglosaških kraljev, pa tudi za prazgodovino Turkov in drugih stepskih ljudstev.
Z Rusi - Varjagi je potoval do Novgoroda in o tem napisal nekaj knjig, zbral pa je tudi informacije o Hazarih, Madžarih, Slovanih, Bolgarih in drugih narodih.
O Novgorodu 10. stoletja je napisal: 
"Rusi živijo na otoku, ki je poraščen z gozdom in gosto podrastjo in kar tri dni hoje je potrebno, da ga obhodiš. Rusi ropajo in lovijo Slovane in jih prodajajo v suženjstvo, za kar uporabljajo ladje. Nimajo nobenih polj in živijo samo od tega, kar dobijo iz slovanskih dežel. Ko se jim rodi sin, oče z mečem v roki dvigne novorojeno dete, ga nato vrže na tla in reče 'Nobenega premoženje ti ne bom zapustil. Imel boš samo tisto, kar si boš sam priskrbel z orožjem'."
Njegovi vtisi o Rusih so jim zelo naklonjeni, še posebno, če jih primerjamo z ibn Fadlanovimi. Ibn Fadlan se je namreč zelo zgražal nad njihovo higieno, kar je posledica njegovega osebnega muslimanskega pojmovanju čistoče. Ibn Fadlan je omenil celo to, da si Rusi sicer vsak dan češejo in umivajo lase, vendar vedno v istem čebru vode. O tem, da Rusi s sužnji ne ravnajo slabo, je zapisal:
"Rusi nosijo čista oblačila in možje se krasijo z zapestnicami in zlatom. S svojimi sužnji lepo ravnajo in tudi oni nosijo okusna oblačila, ker veliko dajo na trgovino. Imajo veliko mest. Do tujcev in neznancev, ki iščejo zatočišče, so zelo prijateljski."
O davni Hrvaški je v kroniki Al-Djarmi napisal: 
"Njihov vladar je kronan, prebiva sredi Slovanov in nosi naslov 'vladar vladarjev'. Imenujejo ga 'sveti kralj'. Je močnejši od župana (podkralja), ki je njegov zastopnik. Njegova prestolnica se imenuje Drzvab in v njej je vsak mesec trodnevni sejem."
O nekem kralju na Kavkazu je ibn Rustah napisal:
"Ob petkih moli z muslimani, ob sobotah z Judi in ob nedeljah s kristjani, kar razlaga takole: 'Ker vsaka vera zase trdi, da je edino ona prava, sem sklenil zavarovati svoje stave.'" 
Ibn Rustah je mnogo potoval tudi po Arabiji in je eden prvih perzijskih raziskovalcev, ki je opisal Sano. V svoji Knjigi dragocenih zapisov  o njej piše:
"Sana je glavno mesto Jemena in niti v višavju niti v Tihami in Hijazu ni bolj gosto naseljenega, cvetočega in veličastnega mesta ali mesta, kjer bi našli bolj slastne jedi. Sana je gosto naseljeno mesto z lepimi hišami, ki stojijo ena nad drugo. Večina hiš je okrašena s štukaturami, žgano opeko ali obdelanimi kamni."